# Бизьен, Жан-Люк
Жан-Люк Бизьен (фр. Jean-Luc Bizien; род. 7 мая 1963, Пномпень, Камбоджа) — французский писатель в жанре фэнтези. Также известен как автор ролевых игр и нескольких серий иллюстрированных книг-игр в жанре квеста для детей и подростков.

## Биография
Родился в г. Пномпень (Камбоджа). Его семья длительное время переезжала с места на место, пока не обосновалась в Нормандии, затем в Париже.
С отличием окончил нормальную школу департамента Кальвадос в 1984 г., и затем преподавал там в течение 15 лет.
В 1989 г. опубликовал свою первую игру Hurlements.
Также является автором серии иллюстрированных книг-квестов для детей и трилогии на средневековую тему. Публиковался в издательствах Gründ, Bayard Jeunesse, и др.

## Премии
В 1994 г., получил премию fr:Casus Belli за лучшую ролевую игру за созданную им игру Chimères (издательство Multisim). В 2002 г. получил премию Gérardmer Fantastic'Arts 2002 за искусство в жанре фэнтези и Премию прикключенческого романа (fr:Prix du Roman d'Aventures) за свой роман «Смерть в прайм-тайм» (издательство Le Masque).
В 2011 г. получил премию Lion Noir за роман «Погребальная камера» (La Chambre mortuaire, 10/18).

## Публикации
Издательство Toucan
- L'évangile des ténèbres (2010)
- La Frontière des ténèbres (2011)

Издательство Sabine Wespieser
- Marie Joly (2005)

Издательство L’Archipel
- Wonderlandz (2009)

Издательство MultiSim (ролевые игры)
- Hurlements
- Chimères

Издательство Gründ (книги-квесты)
- Серия «Vivez l’aventure»
- Серия «50 surprises»
- La librairie aux 100 trésors (соавтор Emmanuel Saint)
- La colline aux 100 fées
- La citadelle aux 100 tours (соавтор Emmanuel Saint)
- Le cirque aux 100 prouesses (соавтор fr:Didier Graffet)
- La pyramide aux 100 malédictions (соавтор Emmanuel Bazin)
- L’océan aux 100 abîmes (соавтор Didier Graffet)
- La tour aux 100 menaces (соавтор Didier Graffet)
- La forêt aux 100 sortilèges (соавтор Didier Graffet)
- L'école aux 100 farces (соавтор Gilles Bonotaux)

Серия Le Bestiaire de Noé
- Noé et le lion (соавтор Emmanuel Chaunu)
- Noé et le zèbre (соавтор Emmanuel Chaunu)
- Noé et le dauphin (соавтор Emmanuel Chaunu)
- Noé et le loup (соавтор Emmanuel Chaunu)

Издательство Casterman
- Dragons et autres maîtres du rêve (2006)
- Elfes et autres sylphes (2007)

Издательство Bayard
- Le Souffle du dragon (2000)
- L'Éveil du dragon (2000)
- L’Envol du dragon (2000)
- Les Mines de Lang-Dulün (2003)
- La maison du vampire (2002)

Издательство Plon
- Sommeil de feu (2006)
- Le Territoire monstrueux (2007)
- La Citadelle invisible (2007)

Издательство Octobre
- Le Crépuscule des aveugles (2005)
- La Complainte de Sombrevent (2006)

Издательство Baleine
- (I Can’t Get No) Mastication (2006)

Романы
- " La dernière sirène " (2002) in Terra Incognita, Chasseurs de Rêves & Autres Mondes, 2002
- " Waiting for… Alice " (2004) in Mission Alice, Mnémos, Icares, 2004

Le Masque
- La Mort en prime time, coll. Le Masque (2000)
- Le Masque de la bête (2000)
- La Muraille (2001)

Издательство 10/18
- La cour des miracles — tome 1 — la chambre mortuaire (2009)
- La cour des miracles — tome 2 — La Main de Gloire (juillet 2009)
- La cour des miracles — tome 3 — Vienne la nuit, sonne l’heure (juin 2012)